# Enregistrement public. Théâtre des Champs-Élysées, 1er octobre 1968
Albums de Maurice Chevalier
Raconte et chante ses 4 fois 20 ans
(1968) Dernier concert
(2005)
Enregistrement public. Théâtre des Champs-Élysées, 1er octobre 1968 est le dernier 33 tours de Maurice Chevalier. Il s'agit d'un enregistrement (partiel) du premier concert de sa dernière série de récitals, donnés au Théâtre des Champs-Élysées. Il faudra cependant attendre 2005 avant qu'un enregistrement intégral d'un de ces concerts ne soit publié, par Frémeaux & Associés.

## Liste des titres
1. "Mon idole"
2. "Bonne année"
3. "Les accents mélodiques" Sketch écrit par Maurice Chevalier
4. "Pot-pourri franco-anglais"
5. "Me and my Shadow"
6. "On est jeune"
7. "Stations de la vie" Sketch écrit par Maurice Chevalier
8. "Medley de chansons de films"
9. "Tout va bien"
10. "Au revoir"
11. "There's No Business Like Show Business"